# Maxhütte (Sulzbach-Rosenberg)

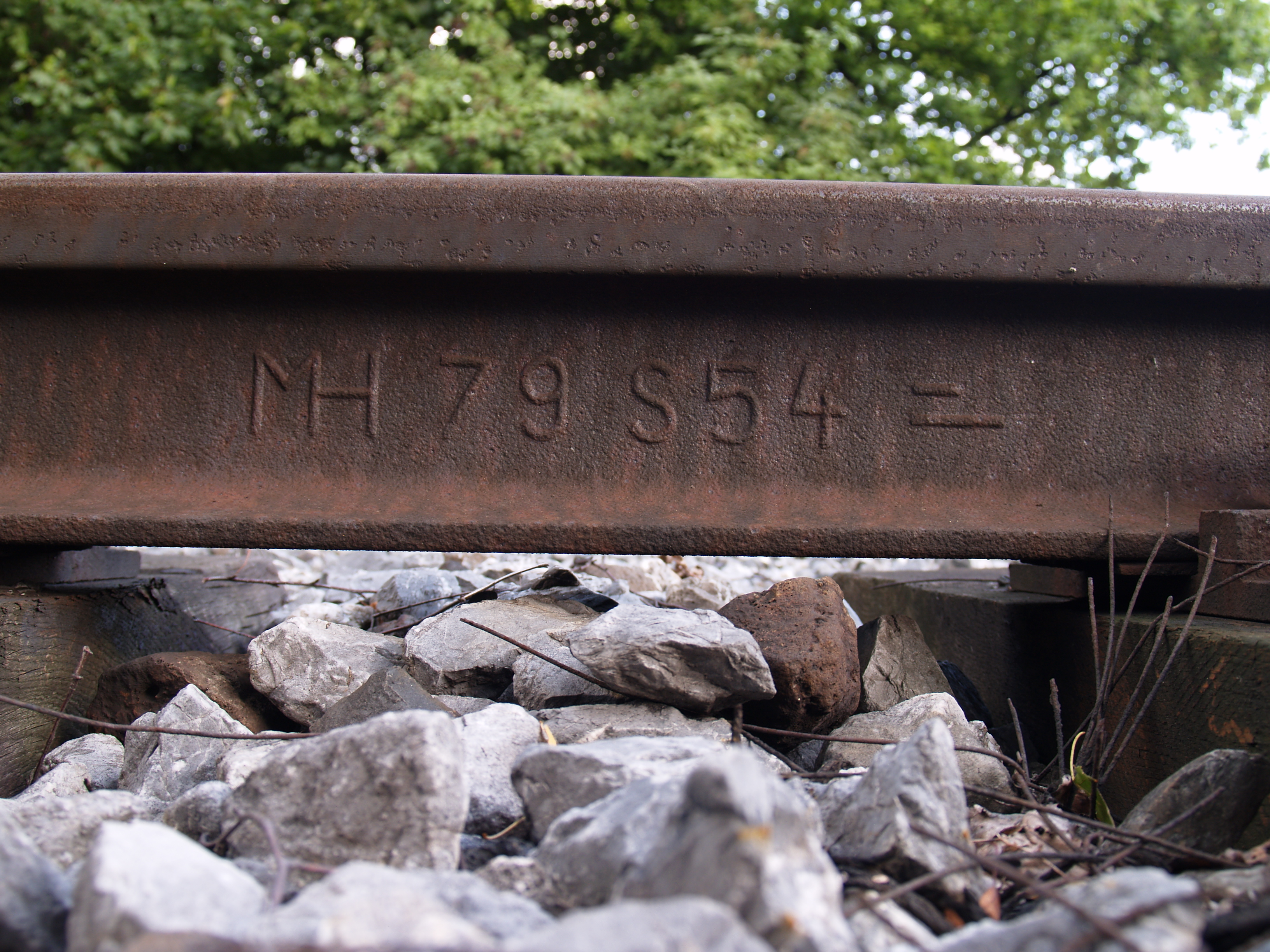
Carril ferroviario fabricado en Maxhütte

El Maxhütte (MH) (en alemán, la "fundición de Max(imiliano)"), llamado así por el rey bávaro Maximiliano II de Baviera, era una acería tradicional situada en el municipio alemán de Sulzbach-Rosenberg, que forma parte del patrimonio industrial. En su apogeo, Maxhütte empleó a más de 9000 personas. La compañía tuvo sucursales en Haidhof y en Unterwellenborn (actualmente Stahlwerk Thüringen GmbH) y sus propias minas en Sulzbach-Rosenberg (Annaschacht hasta 1974 y Grube Eichelberg hasta 1977) y en Auerbach (Maffei hasta 1978 y Leonie hasta 1987).
Fue la última acería de Baviera con un alto horno convencional y, al mismo tiempo, la última empresa de Baviera sujeta a cogestión. Era conocida en el movimiento obrero a nivel nacional por la lucha de décadas de sus empleados por mantener sus puestos de trabajo. El Maxhütte también fue un problema político debido a la participación en la propiedad del Estado de Baviera. Después de dos quiebras, la producción de acero finalmente se detuvo el 24 de septiembre de 2002. La compañía Rohrwerk Maxhütte, con alrededor de 400 empleados, ha seguido produciendo desde que fue absorbida por el grupo empresarial Max-Aicher en el año 2000. Para la región rural del centro del Alto Palatinado, que había experimentado las transformaciones asociadas a la minería y a la producción de hierro desde la Edad Media, las dos quiebras de Maxhütte, con la pérdida de miles de puestos de trabajo, tuvieron un negativo efecto sociolaboral. Tras el cierre definitivo, los trabajadores quedaron vinculados a una empresa de empleo hasta mediados de 2004.
No está claro qué partes de Maxhütte se conservarán como patrimonio industrial, quién se hará cargo del legado y de sus gastos, a veces enormes, y el tratamiento que se le dará a los acopios de escoria. Para el turismo, especialmente para el Ferrocarril de Baviera y para la Carretera Industrial del norte de Baviera, las instalaciones preservadas son una atracción importante. El sitio todavía se utiliza en parte con fines comerciales y se alquila a varias empresas. Desde abril de 2012, el emplazamiento se puede alquilar como lugar para filmaciones y sesiones de fotos a través de una agencia de servicios externa. Los recorridos fotográficos guiados regulares para fotógrafos aficionados se suspendieron a partir de junio de 2016 con el inicio de los trabajos de demolición parcial.

## Historia
La historia de Maxhütte se remonta al año 1851, véase Maxhütte (Maxhütte-Haidhof).

### Ferrería Maximilianshütte (MH)
La historia de Maxhütte comenzó en 1851, con la decisión de la empresa belga T. Michiels, Goffard & Cie. de instalar un taller de laminación de carriles en el Alto Palatinado. Un año más tarde se construyó y puso en funcionamiento la fábrica de raíles ferroviarios en Sauforst (Burglengenfeld), iniciativa de la que un año después surgió la Empresa Ferrería Maximilianshütte con su planta principal en Haidhof. La compañía recibió el nombre del rey bávaro Maximiliano II.
En 1859 la compañía se aseguró su propio suministro de mineral de hierro mediante la adquisición de los yacimientos cercanos a Sulzbach, y cuatro años más tarde se estableció en el Rosenberg la segunda planta de Maximilianshütte. El primer alto horno de coque en Rosenberg comenzó a operar en agosto de 1864, y el todo el mineral necesario provenía de explotaciones regionales. En 1872 se construyó una planta metalúrgica para transformar el arrabio en hierro fundido en Unterwellenborn (Turingia) y cinco años más tarde se compraron nuevos yacimientos en el distrito de Auerbach. Entre 1898 y 1930, Maxhütte estuvo en funcionamiento en  Lichtentanne, cerca de Zwickau (Sajonia), en la planta conocida como "König-Albert-Werk", donde se procesaba el arrabio procedente de Maxhütte Unterwellenborn. En la actualidad, solo se conserva como recuerdo el asentamiento de la antigua fábrica, que es un monumento catalogado en lo que ahora es el distrito de Maxhütte en Zwickau.
El convertidor Thomas instalado en Rosenberg se puso en funcionamiento en 1889, y en 1892 la oficina central se trasladó de Haidhof a Rosenberg.
En 1921, la familia Röchling adquirió la mayoría del capital con poco más del 50 por ciento de las acciones, que en 1929, junto con las acciones de la empresa ubicada en Bélgica (de alrededor del 33 por ciento), adquirió el industrial Friedrich Flick.
Desde 1939, durante la Segunda Guerra Mundial, deportados polacos realizaron trabajos forzados en Maxhütte en condiciones infrahumanas. Tras el fin de la guerra, Frederich Flick fue condenado a siete años de prisión en los juicios de Núremberg. Con el establecimiento de la zona de ocupación soviética después del final de la guerra en 1945, las minas de mineral de hierro de Turingia en Schmiedefeld y las plantas de Turingia y Sajonia (como la de Unterwellenborn) quedaron fuera del control de la empresa Maxhütte de Baviera radicada en Rosenberg.

### Mina de carbón Maximilian
Para cubrir la demanda de hulla, en 1900 se habían comprado los derechos de 15 hectáreas de tierra cerca de Hamm, donde se instalaron las dependencias de la mina de carbón Maximilian, fuera del ámbito de influencia del Sindicato del Carbón de Renania-Westfalia. El desarrollo de las vetas de carbón requirió más de diez años de trabajo debido a la masiva infiltración de agua, por lo que la extracción sistemática del carbón no pudo comenzar hasta 1912. Sin embargo, el problema nunca del todo resuelto de la entrada de agua obligó a que la mina se cerrara el 13 de agosto de 1914, sin que se hubiera extraído carbón de manera significativa. Otros intentos de reactivación en 1921 y 1942-1944 tampoco tuvieron éxito. El emplazamiento se transformó en un jardín estatal en 1984, como parte del Maximilianpark.

### Posguerra

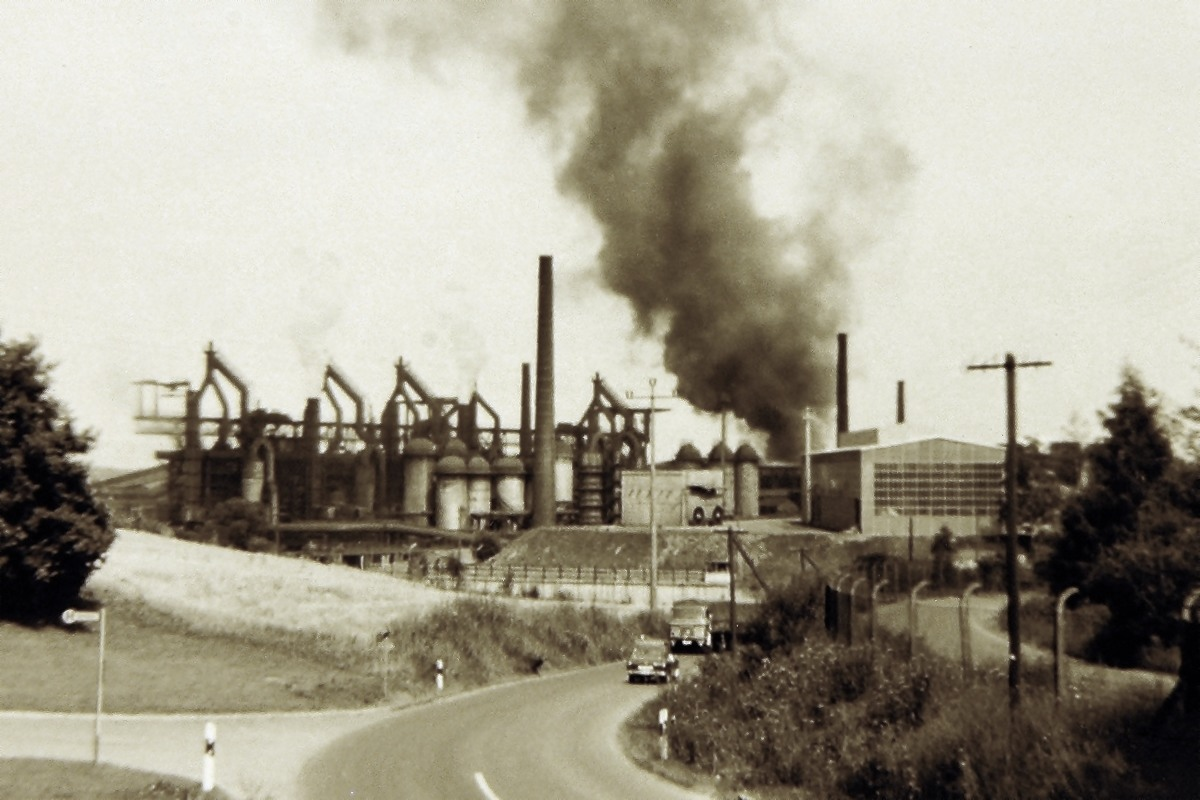
Los cinco altos hornos de Maxhütte, Sulzbach-Rosenberg (1969)

Seis años después del final de la guerra, el Estado Libre de Baviera se hizo cargo del 26 por ciento de las acciones de MH como parte de la escisión de la industria alemana del carbón y del acero. Tres años más tarde, la fábrica de tuberías de Rosenberg entró en funcionamiento, y a partir de 1955 Maxhütte volvió a pertenecer por completo al Grupo Flick.
Desde 1956 se importó mineral procedente de Suecia, ya partir de 1969 también se adquirió mineral brasileño. En 1962 entró en funcionamiento el tren de laminación en frío de Haidhof y en la década de 1970 comenzó a operar el primer convertidor OBM en la acería de Rosenberg y la línea de galvanización de chapa de Salzgitter. El convertidor Thomas se sustituyó por un convertidor OBM de desarrollo propio, y la planta de Haidhof se reestructuró para permitir el laminado continuo de barras y varillas corrugadas. El proceso de reorganización fue acompañado por la concentración de la producción de acero en Rosenberg.
Las décadas de 1970 y 1980 se caracterizaron por la reconversión del sector y los conflictos laborales. El 1 de octubre de 1976, la planta de Fronberg fue vendida a Luitpold Hütte. El 17 de agosto de 1976, Klöckner-Werke Duisburgo adquirió casi todas las acciones de Maxhütte por 270 millones de marcos alemanes. Durante este tiempo, la minería se concentró en el pozo Leonie, cerca de Auerbach. Un desarrollo significativo fue el proceso KMS (Klöckner-Maxhütte) de 1980. El 1 de enero de 1984, la compañía Eschweiler Bergwerks-Verein adquirió una participación del 15 por ciento en el capital social de Maxhütte a través de Eschweiler Hüttenbetriebe. El 1 de julio de ese año, Maxhütte adquirió una participación del 49 por ciento en Salmax/Salzgitter-Drütte al incorporar Eschweiler Hüttenbetriebe. En la noche del 30 de septiembre al 1 de octubre de 1985, la junta directiva de Maxhütten vendió el laminador en frío de Haidhof al propietario de Klöckner-Werke. El 31 de marzo de 1987 fue el último turno del equipo de laminado en frío en MaxHütte.

### Quiebra
El 16 de abril de 1987, con 4500 empleados en ese momento, Maxhütte se vio envuelta en su primer concurso de acreedores. Poco menos de un mes después, se cerró la última explotación alemana de mineral de hierro, la mina "Leonie" en Auerbach, y el 30 de junio de 1990 se cerró la planta Maxhütte-Haidhof. El 1 de julio de 1990, se fundaron NMH Stahlwerke GmbH y Rohrwerk Neue Maxhütte GmbH en Rosenberg.
Las empresas sucesoras "NMH Stahlwerke GmbH" ("nueva Maxhütte") y "Rohrwerk Neue Maxhütte GmbH" se crearon para hacer viable la continuidad de Maxhütte. Los accionistas eran Thyssen, Krupp, Klöckner, Mannesmann AG y el Estado Libre de Baviera. En 1993, Max Aicher, un contratista de la ciudad de Freilassing, se hizo cargo de las acciones de Thyssen, Klöckner y Krupp, así como de la gestión industrial, y al año siguiente también compró el 45 por ciento en manos del Estado Libre de Baviera por 3 marcos alemanes.
El 6 de noviembre de 1998 se declaró la segunda quiebra de Maxhütte, y el segundo concurso de acreedores se abrió el 31 de diciembre de 1998. El 22 de julio de 2002, se cerró NMH Stahlwerke GmbH y comenzó la reducción total de la plantilla (que todavía contaba con 850 personas). La última carga de un alto horno se produjo el 23 de septiembre de 2002, y al día siguiente salió el último lote de la acería, donde tuvo lugar la última reunión de los trabajadores.
En 2000, la fábrica de tuberías pasó al grupo de empresas Max-Aicher, donde se mantuvo la producción gracias a un acuerdo de reestructuración salarial.

## El Maxhütte como patrimonio industrial

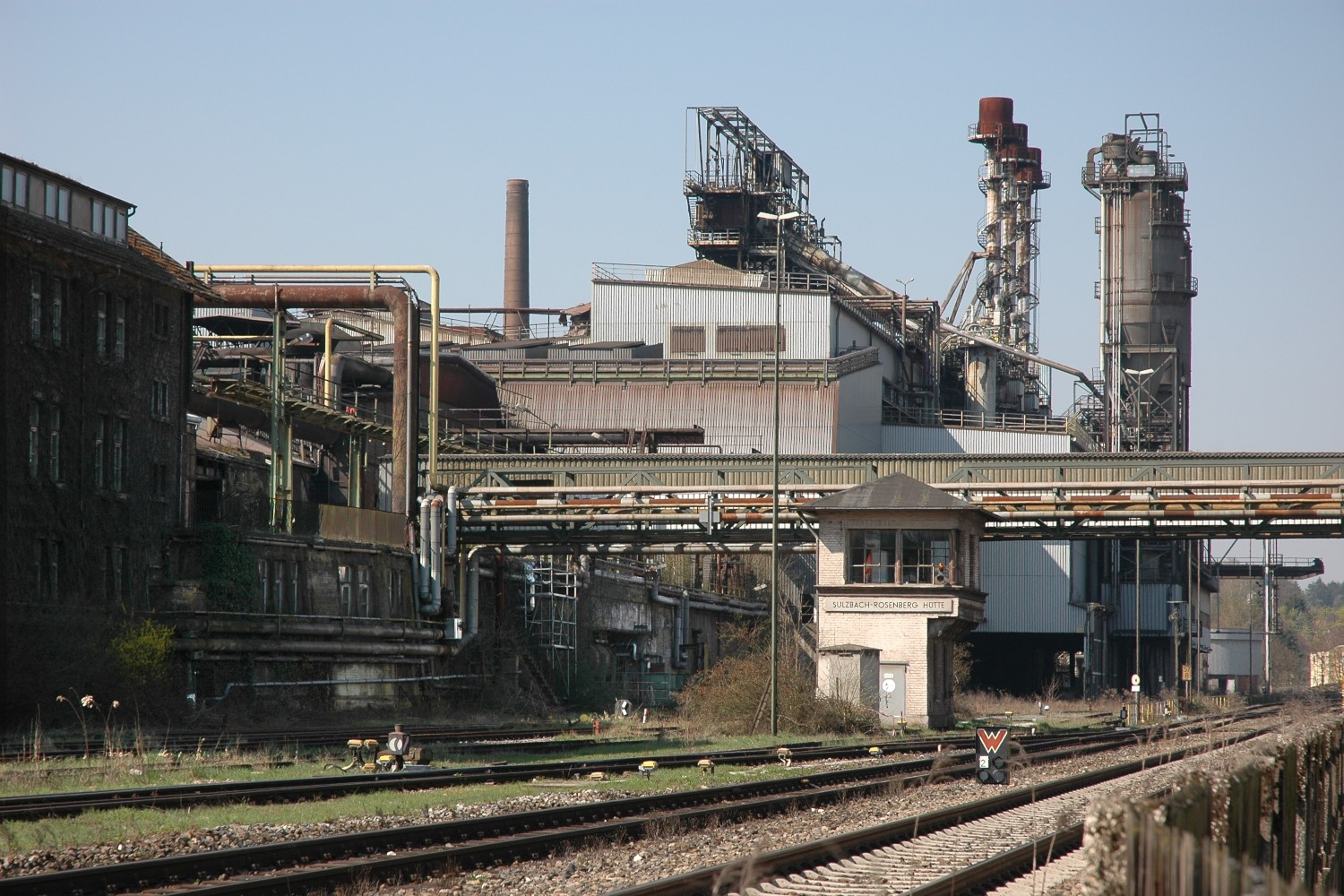
Desde el exterior, la acería cerrada todavía da la impresión de mantenerse intacta (2009)

Debido a su antigüedad y a su equipamiento técnico en parte único, el Maxhütte tiene un alto valor patrimonial.
Es la única planta siderúrgica y metalúrgica integrada en Europa que incluye todas las fases de producción, desde el mineral hasta el producto final terminado, en un espacio muy pequeño.
Incluso se han conservado parte de las minas donde se extraían los minerales en las inmediaciones de la planta, como el emplazamiento principal de Annaschacht, que está a solo 1,7 km de Maxhütte.
Los convertidores de la acería son los últimos que se conservan del proceso OBM, desarrollado en Maxhütte.
Las dos máquinas de tracción de los equipos de laminado que aún se conservan son ejemplos de sistemas técnicamente sobresalientes y altamente desarrollados, y se encuentran entre las máquinas de vapor de pistones más potentes del mundo.
Hay un total de tres máquinas de vapor en Maxhütte:
1. Un motor compuesto doble en tándem de cuatro cilindros como una máquina de vapor de un solo tambor con una potencia máxima de 15.000 hp[6]
2. Un motor compuesto doble en tándem de cuatro cilindros como una máquina de vapor de un solo tambor con una potencia máxima de 10.000 hp[7]
3. Un motor monocilíndrico en la central de condensación con un máximo de 500 hp[8]

Esta tercera máquina era la encargada de generar el vacío para las máquinas de vapor del tren de laminado; el rendimiento máximo solo se obtenía cuando funcionaban en modo de condensación.
Las tres son máquinas de vapor históricas que se construyeron e instalaron a principios del siglo XX, que se mantuvieron en funcionamiento y realizaron su trabajo hasta el final de Maxhütte en 2002.

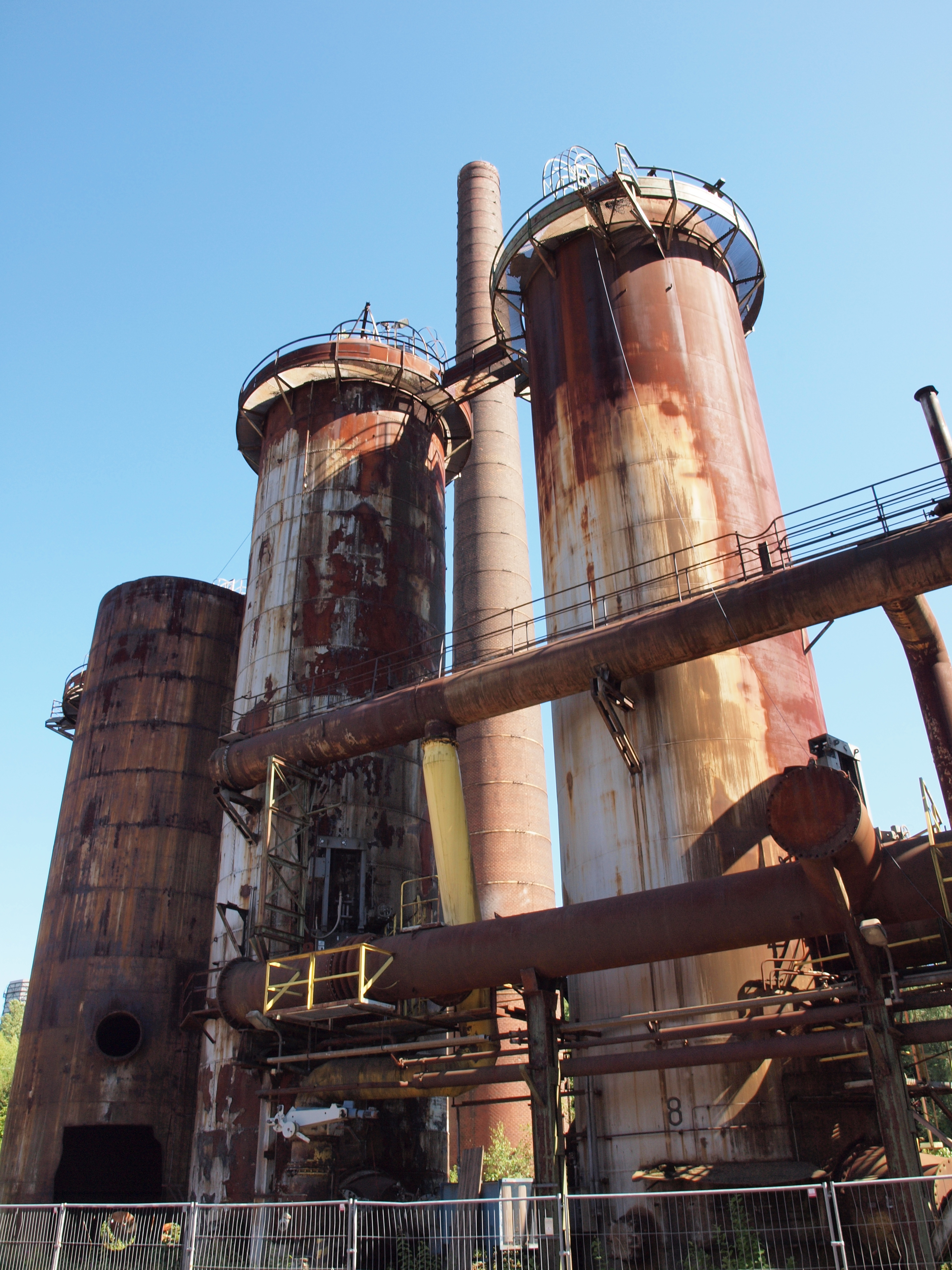
Alto horno de Maxhütte (Sulzbach-Rosenberg), con el sistema Cowper de precalentado del aire insuflado en el horno (julio de 2012)

El alto horno 3 es un ejemplo único de un sistema que incluye un elevador vertical de cubetas y un vagón de carga eléctrico. Junto con el horno de  Henrichshütte, es uno de los más antiguos de Alemania y también es un elemento destacado gracias a su sistenma de refrigeración abierto mediante la circulación de agua.

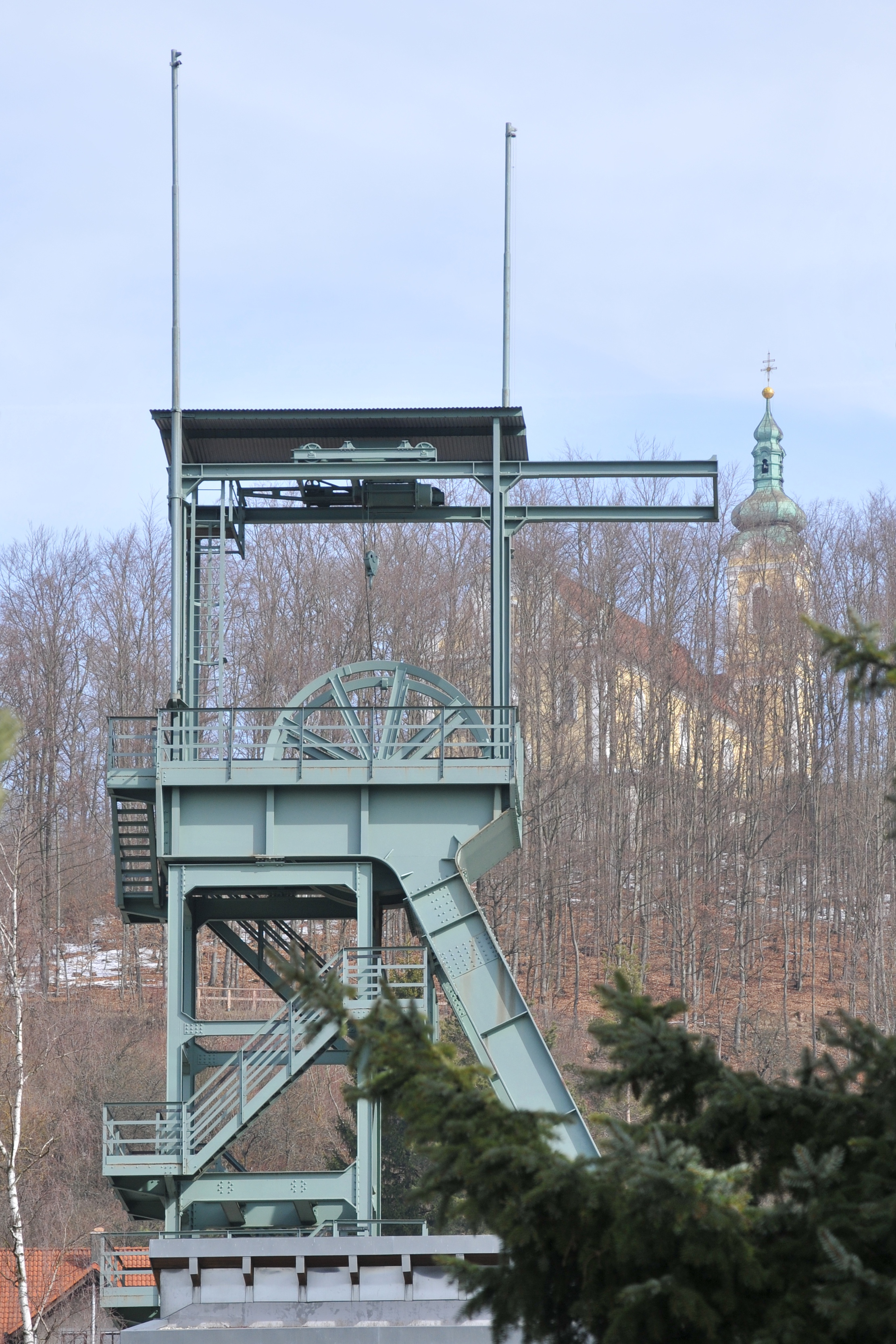
Armazón del montacargas de Annaschacht (2013)

Ninguna otra fundición en Europa cuenta con un sistema de precalentadores de aire Cowper altamente desarrollado y flexible como el de Maxhütte. Los numerosos controles deslizantes y sistemas de cierre eran operados de forma totalmente manual por unos pocos empleados con mucha experiencia, y nunca se llegó a automatizarlo.
En el área de la fundición aún se conservan torres de refrigeración de diseño singular.
Con la construcción de la planta de colada continua S32, Maxhütte se convirtió en líder tecnológico en la década de 1980 y, por lo tanto, representa un hito en la historia de la industria del acero.
Las raíces de la instalación se remontan a mediados del siglo XIX y se conservan, por ejemplo, en la forma de una de las naves de estructura metálica más antiguas de Alemania. Además, se puede apreciar su evolución con el paso del tiempo y cómo se adaptó a los requisitos respectivos de cada época.
El Maxhütte es así uno de los testigos más importantes de la industria siderúrgica en Alemania.

## Demolición parcial y reconversión

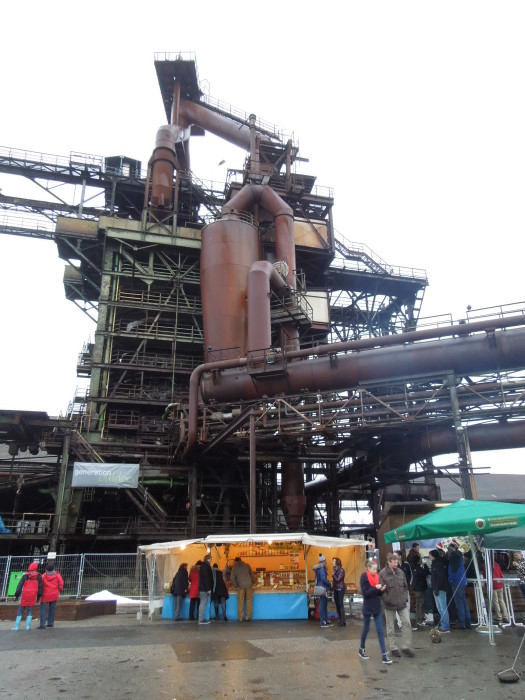
Emplazamiento del alto horno

El Maxhütte se previó que fuese demolido por etapas. Tras la subasta del 11 de febrero de 2003, se vendió por 4,2 millones de euros la mayor parte del tren de laminado, y se trasladó a la fábrica de tuberías Max Aicher (situada en el polígono industrial de Rosenberg). También se desmontaron gran parte de las enormes instalaciones, se desmantelaron las grúas y sus pasarelas, y se eliminaron los equipos de acabado, que no se habían catalogado. También se aprobó el traslado del sistema de vacío, que se reubicó en la factoría de Lech-Stahlwerke en Meitingen del grupo Max Aicher.

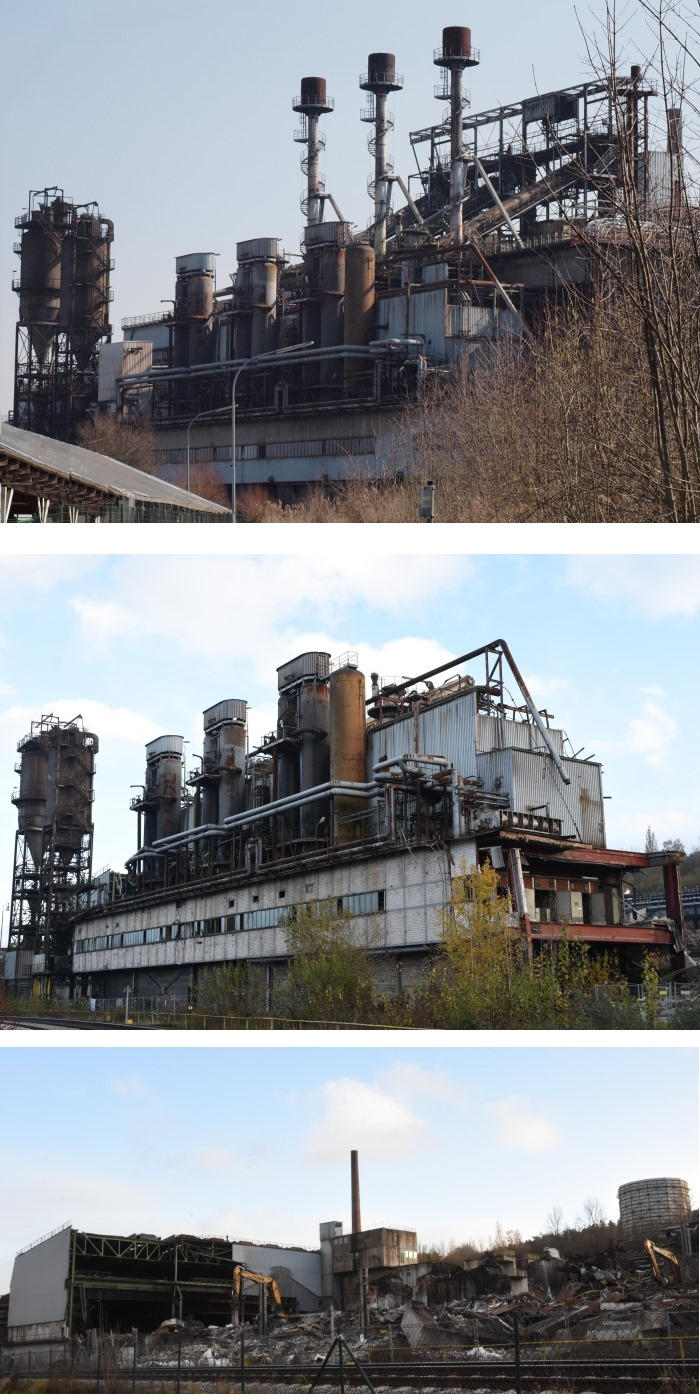
Demolición de la acería de Maxhüette (2019)

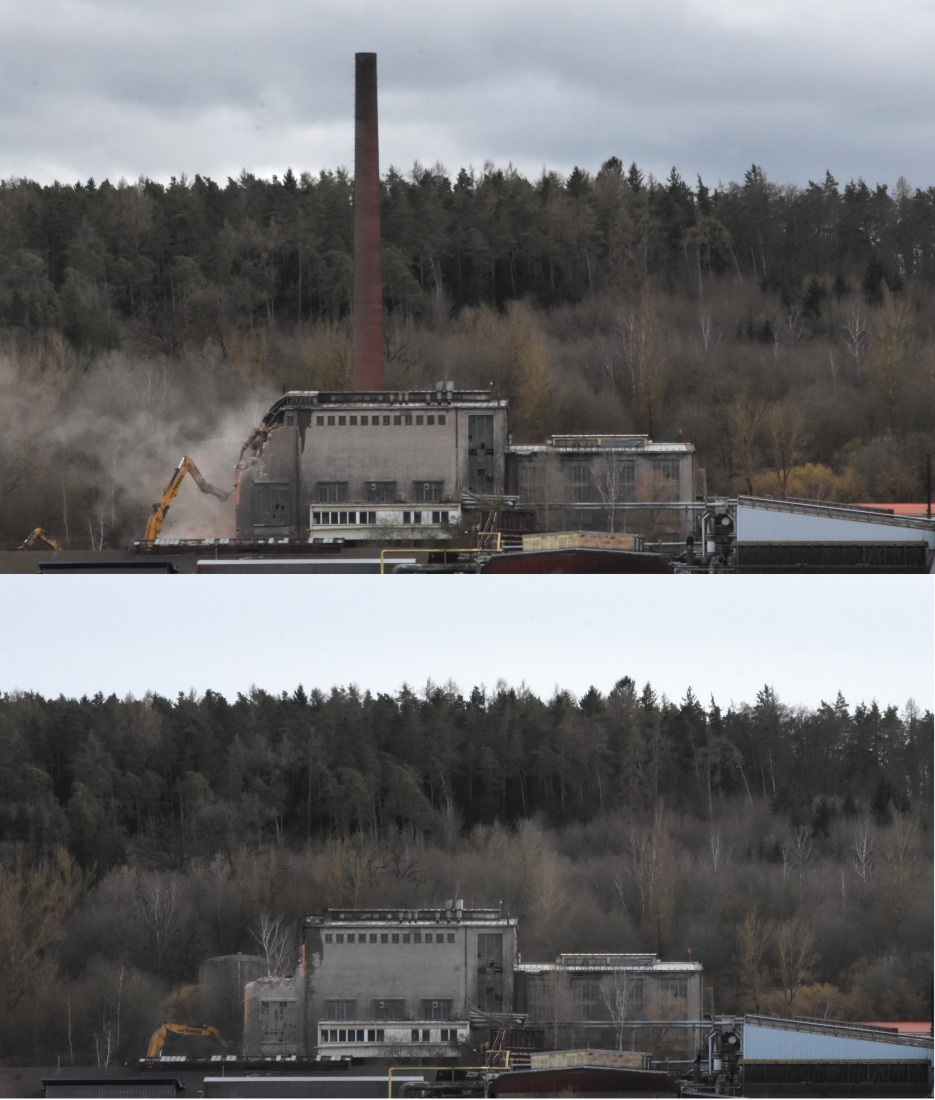
Demolición de la factoría de Maxhüette (2020)

El arquitecto Peter Brückner de Tirschenreuth también manifestó que la demolición significaría perder una gran oportunidad. En 2002, la ciudad de Sulzbach-Rosenberg encargó a la oficina Brückner und Brückner, que recientemente había ganado una serie de premios con el Depósito de Obras de Arte en Würzburg, el desarrollo de modelos conceptuales para el futuro. También se incluyó a Karl Ganser y a la empresa estatal de desarrollo de Renania del Norte-Westfalia. Resultado: una renovación radical sería 50 millones de euros más cara que una "renovación cuidadosa, con una estrecha interacción de dejar y quitar, y de renovación y desarrollo". Un informe de la oficina de gestión del agua de Amberg confirmó que los costes de un tratamiento ecológico del suelo en el caso de una demolición integral rondarían los 27 millones de euros. Por otro lado, si las edificaciones catalogadas se mantuvieran en pie, solo habría que descontaminar zonas localizadas, con un coste de alrededor de 3,7 millones de euros.
En diciembre de 2015, el Sulzbach-Rosenberger Zeitung informó que el parlamentario Harald Schwartz (de la CSU) "considera el desmantelamiento a gran escala de las plantas de Maxhütte" "inevitable para el progreso". Solo debe quedar la plaza del alto horno, cuya rehabilitación requiere inversiones de varios millones de euros y que se convertirá en un "lugar patrimonial para actos públicos y conmemoraciones".
El 7 de septiembre de 2016, el portal en línea Onetz informó que había comenzado el desmantelamiento de la acería, que se iniciaron en la parte oeste junto a la sala de convertidores. Se reciclaron piezas metálicas, cables y tuberías, y luego se demolieron los silos de cal junto a la antigua sala de convertidores, lo que se describió como un paso decisivo en la conversión de la parte occidental del área, aunque los planes concretos aún no estaban completamente terminados. Unos días después, el presidente de la asociación de la Acería de Maxhütte hizo un llamamiento al propietario de la instalación, Max Aicher, para invertir en la plaza del alto horno junto con el Estado Libre de Baviera para hacer accesible al público el "monumento industrial único".

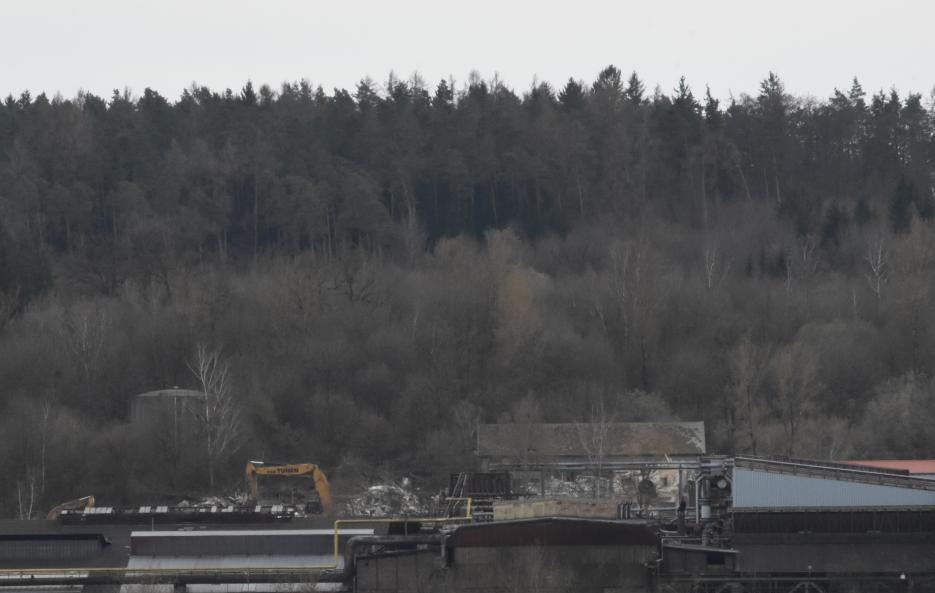
Demolición de la central eléctrica de Maxhüette (marzo de 2020)

A partir de junio de 2019 se inició el desmantelamiento a gran escala de la última acería de proceso OBM existente en Europa. Primero se demolió la pequeña planta de colada continua, y luego las instalaciones de metalurgia secundarias. La última fase se inició entonces con la propia acería. Primero se demolieron las mezcladoras de arrabio y las chimeneas de los convertidores enfriados por agua y sus itinerarios de acceso a la chimenea, seguido de la plataforma del convertidor. Luego, se retiraron las tres antorchas de gas limpio, a través de las cuales se quemaba el gas limpio procedente del convertidor. El siguiente paso fue el desmantelamiento de los tres convertidores OBM con sopletes de corte y la demolición de los sistemas de limpieza de gases y los silos de carbón pulverizado. Posteriormente, se echaron abajo los tanques de oxígeno, retirándose las partes altas de la acería. Por último, se eliminaron las salas de control, con el resultado de que la acería de proceso OBM había desaparecido hasta sus cimientos por completo a finales de 2019.
En 2020 se inició la demolición de la central, que había generado vapor para las máquinas de tracción de rodillos del laminador quemando gas y generando electricidad por medio de turbinas. También se voló la chimenea de 75 m de altura, lo que se hizo a puerta cerrada. En la antigua acería se inició el derribo de los cimientos y la rehabilitación de los suelos liberados.

## La escombrera como biotopo

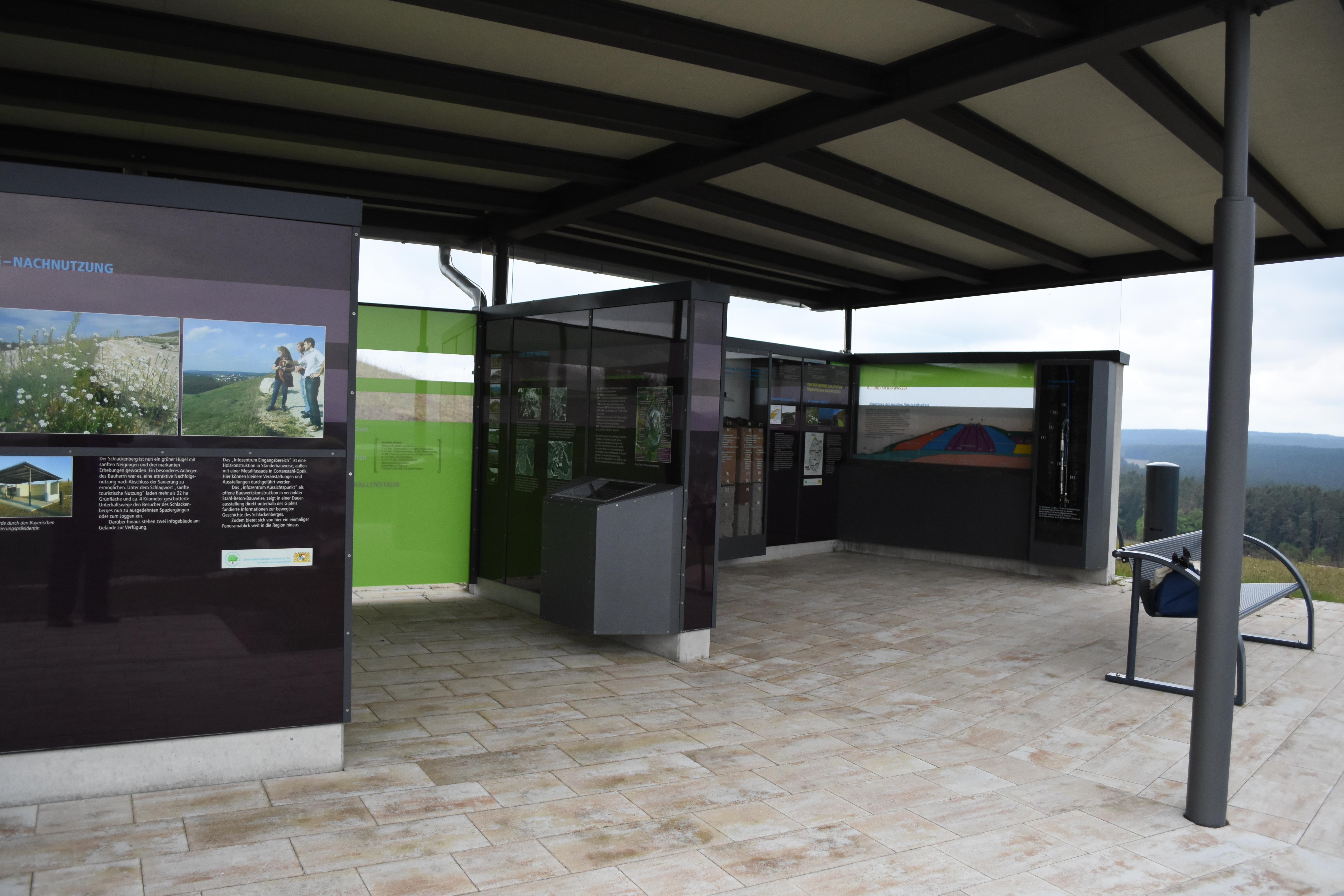
Escombrera de Maxhütte, parte del pabellón de información

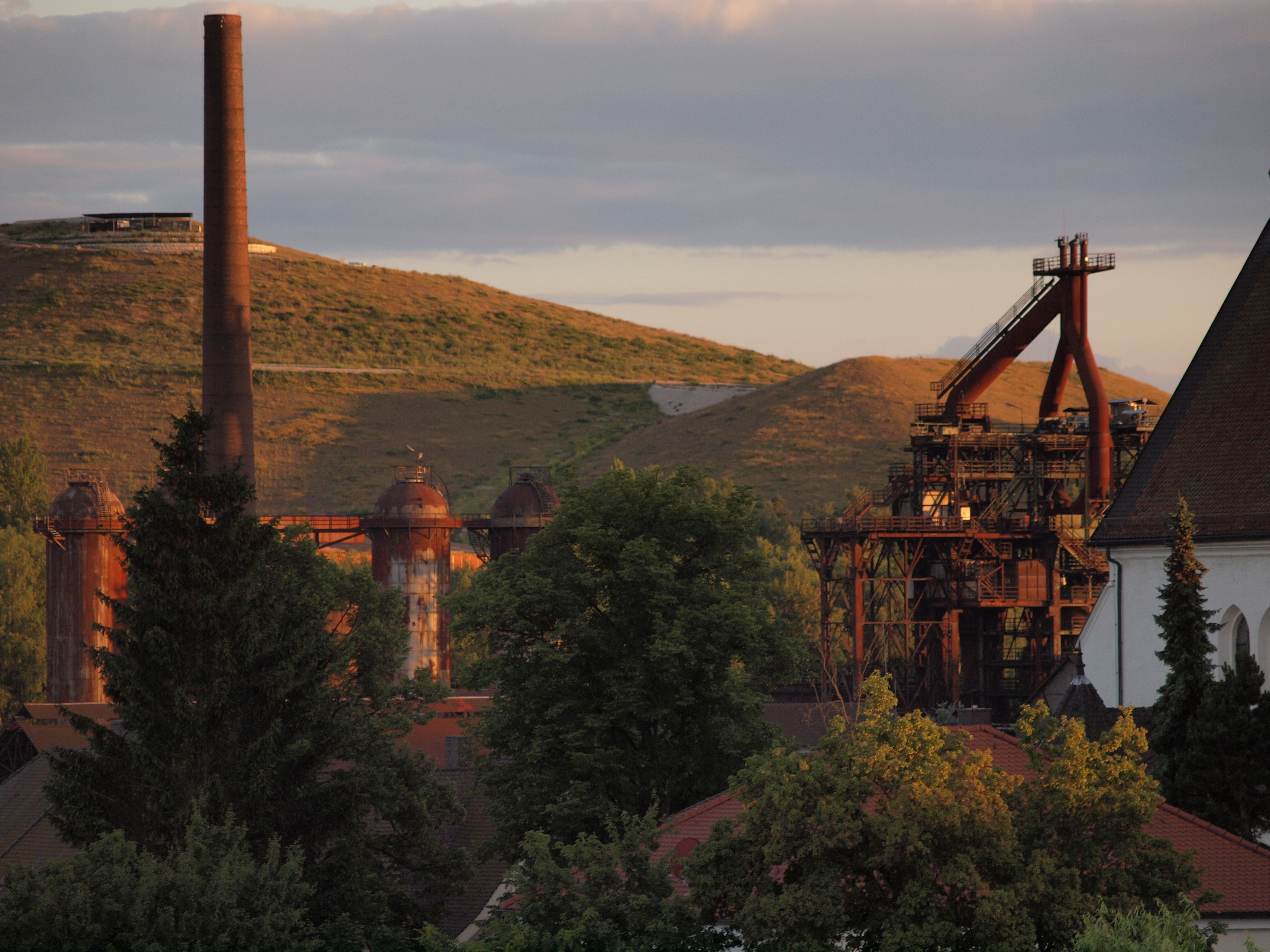
Maxhütte, alto horno 3 (derecha), y la escombrera rehabilitada al fondo; arriba a la izquierda el pabellón de información (junio de 2014)

La escombrera de la planta se puede visitar tras su renovación, que finalizó en 2014. Hay información al respecto en el pabellón habilitado para los visitantes.
Desde mayo de 2017, es posible visitar el "Sendero educativo de la Escombrera", una ruta circular señalizada de aproximadamente 4 km de largo que recorre el acopio de escoria.
El  Blauflügelige Ödlandschrecke y el Sphingonotus caerulans están en casa allí.